# Мушкетні війни
Мушкетні війни — серія війн та конфліктів на території Нової Зеландії, включаючи острови Чатем, у 1807—1837 роками. Стали наслідком озброєння корінних народів мушкетами. Внаслідок цього вогнепальна зброя стала основною у міжплемінних битвах та набігах. Основною метою стало пограбування та захоплення територій, а також реванш за попередні поразки. Втрати унаслідок конфлікту оцінюються між 20 та 40 тисяч осіб, ще десятки тисяч потрапили у рабство та зміну кордонів або рое між племенами, перш ніж втрутився колоніальний уряд. Війни назвали наслідком корінного впливу контакту з європейцями.
За 30 років конфлікту відбулося 3000 битв та поєдинків. Мушкетний вплив знайшов своє відображення у дизайні поселень па. Завдяки цьому маорі отримали перевагу у протистоянні з колоніальними військами під час Новозеландських війн.
Командир іві Напуї Хогі Хіка в 1818 використовував новенькі мушкети для набігів з бази Нортленд у район затоки Пленті, де місцеві мешканці досі були озброєні дерев'яною та кам'яною зброєю. Згодом він почав успішні спустошливі походи на іві Окленд, Темс, Ваїкато і озеро Роторуа. Своїх ворогів він перетворював на рабів. Вони змушені були працювати на вирощуванні та переробці льону, який у європейців вимінював на зброю. Успіхи вождя змусили інші населені пункти запасатися вогнепальним озброєнням та посилювати власний захист та навички стримування ворогів. Хвиля насильства набрала піку у 1832 та 1833 роках, зачепивши усі регіони, крім внутрішньої частини Північного острова, що називали Королівським краєм, та віддалених бухт Флордландії на Південному острові. У 1835 році суперечки вийшли за межі берегів — Наті Мутунга та Наті Тама розпочали набіги на пацифістів Моріорі на островах Чатем.
Історик Майкл Кінг вважає доцільним вжиття терміну голокост до цього періоду, а його колега, Ангела Балара сумнівається у назві Мушкетні війни, вважаючи це продовженням тіканги, яка стала ще більш руйнівною через використання вогнепальної зброї.

## Передумови та ескалація конфліктів
Маорі почали експлуатацію європейських мушкетів, обмінюючи на них льон та ліс на ринку Сіднея. Оскільки раніше, аборигени не мали такої зброї, вони вважали її призначення для мисливства. Перший досвід бойового використання зафіксовано у 1807 році у битві Моремонуї між племенами Напуї та Наті Ватуа неподалік сучасного Даргавілла у Нортландії. Нападники мали проблеми з перезаряджанням мушкетів, тож закономірно зазнали поразки від ватуанців, озброєних бойовими палицями пату та ножами тайяха. Але вже згодом Наті Корокоро — хапу Напуї — попри десятикратну перевагу, зазнали нищівних поразок від військ Каі Туте, озброєних мушкетами.
З 1818 року досвідчені Напуї під керівництвом Хогі Хіка починають активне використання мушкетів у протистояннях із своїми ж хапу, з якими у них були взаємні образи. Захопивши територію, вони переходили до пошуку скарбів та перетворення населення на рабів, яких змушували працювати на плантаціях льону та картоплі, а також вирощувати свиней, яких вимінювали на нову зброю. Розквітла торгівля обсмаженими головами убитих ворогів та рабами. Принцип удару у відповідь призвів до сплеску міжплемінних конфліктів та гонки озброєнь. У 1821 році Хонгі Хіка вирушає до Англії з місіонером Томасом Кендалом. На зворотному шляху у Сіднеї він обмінює подарунки від англійців на 300—500 мушкетів для подальшого озброєння власної армії та нищівних походів на іві у Окленд та район озера Роторуа.

## Використання мушкетів маорі
Остання битва домушкетної епохи – битва Хінгакака – відбулася у 1807 році між протилежними альянсами маорі поблизу сучасного Те Авамуту. З обох сторін залучені 16 тисяч воїнів, проте до 1815 року ще фіксувалися окремі сутички з використанням традиційної зброї. Згодом мушкети витіснили ручні аналоги та підвищили важливість координованого групового маневрування. А близько 1821 року відійшли у минуле сутички один на один на зразок Потатау де Фероферо в ході битви Ококі.
Спочатку мушкети використовувалися для залякування та деморалізації супротивника з традиційним озброєнням. У 30-х роках XIX століття однаково озброєні тауа на рівних змагалися між собою, почергово отримуючи успіх. Маорі дізнавалися про мушкети від перших поселенців з Європи, які прибули у район островів Бей та Хокіанги. Частина з них відмінно володіли мореплавством та вміли користуватися мушкетами у морських битвах. Невмілими були і спроби переробки та вдосконалення мушкетів – розширення запального отвору призводило до зниження швидкості та частоти стрільби.
Маорі спочатку мали проблеми з мушкетами через відмову місіонерів продавати власне їх, порох та набої. Напуї активно тиснули на колонізаторів щодо ремонту мушкетів, навіть якщо насилля не планувалося. Тож більша частина озброєння надходила з Австралії. Пакеха Маорі на кшталт Джекі Мармона майстерно вимінювали зброю на льон, ліс та мокомокаї. Більшість з них були низької якості, придбані за безцінок у Бірмінгемі та мали низьку точність влучань. Як альтернативу маорі використовували двоствольні гвинтівки, заряджені набоями для мушкетів, що давало змогу вистрілити двічі до перезарядження. У деяких битвах жінки перезаряджали зброю, а чоловіки вели вогонь. Це спричинило проблеми для британських військ під час новозеландських війн, коли іві за звичкою утримували жінок у поселенні.

## Конфлікти та їх наслідки
Насильство призвело до винищення багатьох племен унаслідок фізичної загибелі або рабства. Змінилися і межі між племенами через спустошення або переселення великих територій. Ці зміни вплинули на стосунки з ласими на землі європейськими переселенцями.
Між 1821 та 1823 роками Хогі Хіка атакував Наті Паоа у околицях Окленда, Наті Мару у Темсі, племена Ваїкато поблизу Матакітакі та Те Арава на озері Роторуа, задавши їм нищівних поразок. У 1825 році він здобув головну воєнну перемогу над Наті Ватуа у Кайпара на північ від Окленда, а вцілілих переслідували аж до землі Ваїкато, щоб отримати реванш за розгром 1807 року. Керівники Напуї Помаре і Те Вера Хауракі також вели успішні атаки на східному узбережжі. На початку 1830-х років мушкетні напади Напуї стали рідшими.
Племена Ваїкато вигнали командувача Наті Тоа Те Раупараха з Кавії у 1821 році, у 1824 завдали поразки Наті Кахунгуну, а у 1826 році вторглися до Таранакі, змусивши низку племінних груп мігрувати на південь. Інше серйозне приєднання відбулося у 1831-32 роках.
Щоправда, Те Раупаха першим дістався Таранакі, а згодом острова Капіті, які до цього підкорив командувач Наті Тоа Те Купе з народу Маупака. Близько 1827 він почав походи на північ Південного острова, а до 1830 року він розшириі свої території фактично на весь Південний острів, зокрема області Кайкора та Акароа.
У 1835 році Наті Мутунга, Наті Тама та Наті Тоа разом захопили корабель та дісталися архіпелагу Чатем, де фізично знищили кожного десятого моріорі, а решту полонили, а потім почали міжусобиці.
Останні битви мушкетних війн випали на 1836-37 роки, коли командир Нагі Тау Тухавалкі змагався із силами Наті Тама на шляху останніх з Голден-Бей до Південних Альп.